# 普姆蘭格拉山 (卡亞拉尼區)
15°00′20″S 72°22′35″W / 15.00556°S 72.37639°W
普姆蘭格拉山（Puma Ranra），是秘魯的山峰，位於該國南部阿雷基帕大區，由康德蘇約斯省的卡亞拉尼區負責管轄，屬於萬索山脈的一部分，海拔高度4,800米。